# 弗雷德里克·查普曼
弗雷德里克·查普曼（英語：Frederick Chapman，1883年5月10日—1951年9月7日），英国男子足球运动员，司职中场。他曾代表英国国家队参加1908年夏季奥林匹克运动会足球比赛，获得一枚金牌。